# Elizabeth Maria Molteno

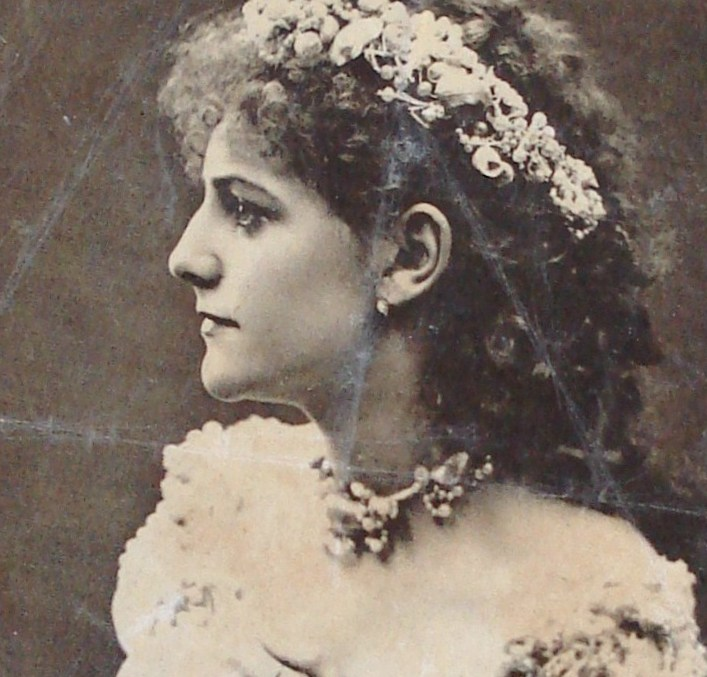
Elizabeth Maria Molteno

Elizabeth „Betty“ Maria Molteno (* 24. September 1852; † 25. August 1927) war eine bedeutende Aktivistin der frühen Frauen- und Bürgerrechtsbewegung in Südafrika. Als fortschrittliche Pädagogin setzte sie an ihrer Mädchenschule Neuerungen durch, die ihrer Zeit genauso weit voraus waren wie ihre politische Überzeugung von der Gleichheit aller Menschen, unabhängig von Geschlecht, Herkunft, Ethnie oder Rasse.

## Leben

### Kindheit und Jugendjahre
Elizabeth Molteno wurde als älteste Tochter einer einflussreichen Familie italienischer Herkunft auf einer Farm nahe Beaufort West in der britischen Kapkolonie geboren. Ihr Vater John Molteno war der erste Premierminister am Kap, und auch viele von Elizabeths achtzehn Geschwistern schlugen später eine erfolgreiche Laufbahn in der südafrikanischen Politik und Wirtschaft ein.
Als Lieblingstochter ihres Vaters verlebte Elizabeth unbeschwerte Kinderjahre auf dem elterlichen Landgut Claremont bei Kapstadt. Zusammen mit ihren Geschwistern durfte sie ihren Vater oftmals auf diplomatischen und Geschäftsreisen nach Europa begleiten. So bereiste Elizabeth, die das große Interesse ihres Vaters für Politik und Zeitgeschehen teilte, unter anderem London und Italien.
Zeitgenossen lobten Elizabeths hohe Intelligenz und ihr außerordentliches Gedächtnis. Aufsehen erregten jedoch ihre ungewöhnlichen Vorlieben und ihre Ansichten, die für eine junge Dame der viktorianischen Ära völlig unkonventionell waren. So gab sie einfacher und robuster Kleidung den Vorzug vor der aufwändigen und unbequemen Frauenmode ihrer Zeit und wollte ihre Rolle als Frau in der Gesellschaft nicht auf ein Dasein als Hausfrau und Mutter beschränkt sehen. Sie war zudem areligiös, wenngleich sie sich selbst als spirituell bezeichnete. Bemerkenswert war ihr Eintreten für die völlige Gleichberechtigung der Geschlechter und Rassen – ein Standpunkt, den sie ihr ganzes Leben lang vertreten sollte.
Nach ihrem Schulabschluss entschied sich Elizabeth anders als ihre Schwestern nicht für eine Heirat, sondern nahm ein Studium am Newnham College der University of Cambridge auf.

### Fortschrittliche Erzieherin
Nach ihrem Studium wählte Elizabeth einen der wenigen qualifizierten Berufe, die Frauen im 19. Jahrhundert offenstanden, und unterrichtete als Lehrerin an der Collegiate School, einer Mädchenschule in Port Elizabeth. Später wurde ihr die Leitung dieser Schule anvertraut. Ihre Lehrmethoden, die in ihrer Zeit als modern und liberal galten, waren dem üblichen viktorianischen Unterrichtsmodell, bei dem Lehrstoff fast ausschließlich durch bloßes Repetieren eingeübt wurde, weit voraus und berücksichtigten zudem die geschlechtsspezifischen Bedürfnisse der Schülerinnen durch die Einführung eines Sexualkundeunterrichts und die Erlaubnis, Bloomers tragen zu dürfen – weit geschnittene Damenoberhosen, die den Mädchen genügend Bewegungsfreiheit verschafften, um am Gymnastikunterricht teilnehmen zu können. Mit ihren mutigen und pragmatischen Entscheidungen nahm Molteno eine Vorreiterrolle in Südafrika ein.
Die Bedeutung einer umfassenden Schulausbildung für Mädchen schätzte Molteno als derart wichtig ein, dass sie freiwillig auf ein Gehalt für ihre erzieherischen und administrativen Tätigkeiten verzichtete. Dank ausreichender familiärer Einkünfte war Molteno in finanzieller Hinsicht unabhängig.

### Friedensaktivistin

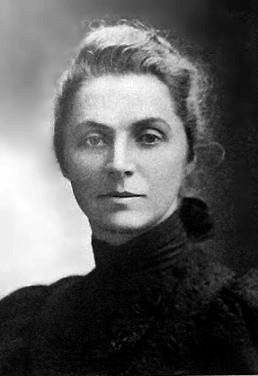
Mit der englischen Menschenrechtsaktivistin Emily Hobhouse war Molteno durch eine enge Freundschaft verbunden

Als die britische koloniale Expansion in Südafrika in einen militärischen Konflikt mit den Burenrepubliken mündete, bezog Molteno aktiv Stellung gegen den Krieg und nahm dafür auch ihre Entlassung aus dem Schuldienst in Kauf. Während die britischstämmige Bevölkerung der Kapprovinz ganz überwiegend von einer Welle patriotischer Gefühle und Kriegsbegeisterung erfasst wurde, sahen sich Friedensaktivisten erheblichem sozialen Druck ausgesetzt und als Burensympathisanten diffamiert.
Nachdem sie sich wiederholt geweigert hatte, ihre Antikriegsproteste einzustellen, wurde Molteno gekündigt, obwohl zahlreiche ihrer früheren Schülerinnen zusammen mit dem Lehrpersonal der Schule eine Unterstützungskampagne für ihre Weiterbeschäftigung begannen.
Molteno war eine der Mitbegründerinnen des South Africa Conciliation Committee, das sich für eine Verhandlungslösung im Burenkrieg aussprach, und zog 1899 nach Kapstadt, um die Aktivitäten des Komitees besser unterstützen zu können. Hier organisierte Molteno eine Reihe von Demonstrationen, bei denen mehrere tausend Teilnehmer gegen den Krieg und die ethnischen Spannungen, die daraus resultierten, protestierten.
Molteno verband eine enge Freundschaft mit Emily Hobhouse und Olive Schreiner. Nach dem Krieg waren die drei Frauen gemeinsam in humanitären und Friedensorganisationen aktiv. Ihre besondere Aufmerksamkeit galt den Opfern der britischen Kriegsführung, vor allem den Burenkindern, die – nach Plünderung ihrer Farmen – zu zehntausenden mit ihren Müttern (und tausenden schwarzen Bediensteten) in Konzentrationslager gesperrt wurden, um ihre Väter und Ehemänner, die im letzten Stadium des Krieges einen Guerillakrieg gegen britische Truppen führten, zu demoralisieren.
Wenngleich diese concentration camps nicht als Vernichtungslager konzipiert waren, führte die unzureichende Organisation der britischen Militärführung zu tausenden von Todesopfern durch Unterernährung und Krankheiten. Auch auf britischer Seite kostete das Versagen der Generäle bei der Sicherstellung einer angemessenen medizinischen Versorgung mehr Soldatenleben als die Kampfhandlungen.
Eine ganz besondere und lebenslange Freundschaft verband Elizabeth Molteno mit Alice Matilda Greene (1858–1920), der Tante des Schriftstellers Graham Greene. Alice Greene, eine talentierte und vielbelesene Erzieherin, entstammte einer angesehenen englischen Familie. 1887 kam sie als Lehrerin in die östliche Kapkolonie, wo sie bald darauf als stellvertretende Leiterin der Collegiate School angestellt wurde und Moltenos Überzeugungen teilte. Zusammen mit Molteno engagierte sich Alice Green in der örtlichen Friedensbewegung und nahm an Protestaktionen gegen die britische Kriegsführung teil.

### Zusammenarbeit mit Mahatma Gandhi

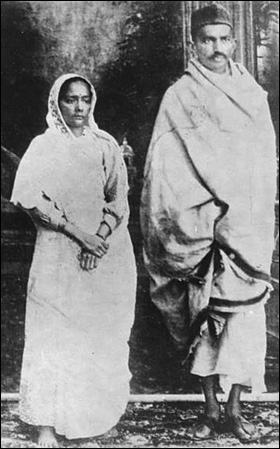
Mahatma Gandhi und seine Frau Kasturba 1914

Die britische Versöhnungspolitik nach dem Ende des Burenkrieges nahm eine verschärfte Ausgrenzung der schwarzen Bevölkerung aus dem politischen, wirtschaftlichen und kulturellen Leben Südafrikas in Kauf. Aus Enttäuschung über die politische Entwicklung in ihrer Heimat ließ sich Elizabeth Molteno in England nieder, wo sie 1909 die Bekanntschaft von Mahatma Gandhi machte. Aus der Begegnung erwuchs eine Freundschaft und ein Briefwechsel, der Jahrzehnte währen sollte.
1912 entschloss sich Molteno zur Rückkehr in ihre Heimat, die seit 1910 als Südafrikanische Union weitreichende Autonomie im britischen Empire genoss, politische Teilhabe aber weiterhin auf die weiße Bevölkerung beschränkte. Molteno engagierte sich im Kampf für eine Gesellschaft ohne Rassenvorurteile und in der Frauenstimmrechtsbewegung. Als begabte Rednerin und einflussreiche Persönlichkeit von hohem gesellschaftlichem Rang konnte sie eine herausragende politische Rolle spielen und trat bei zahlreichen öffentlichen Versammlungen auf.
Molteno veröffentlichte daneben bis an ihr Lebensende Beiträge in bedeutenden südafrikanischen und britischen Publikationen. Emily Hobhouse bewunderte ihr Talent, den Dingen auf den Grund zu gehen, und ihren meisterlichen Umgang mit der Sprache, der sie befähigte, moralische und spirituelle Aspekte besonders treffend hervorzuheben. Aufmerksamkeit erregte Molteno auch mit ihrem radikalen, oftmals ausgesprochen anti-imperialistischen Schreibstil.
Ihr enger Kontakt zu den Gandhis fand seinen Ausdruck nicht nur in zahlreichen Besuchen, die sie dem Ehepaar in dessen Haus im Inderviertel Phoenix abstattete, sondern auch in ihrem Entschluss, selbst eine Immobilie im nahe gelegenen Umhlanga zu erwerben. Hier wohnte sie während der von Gandhi organisierten Satyagraha-Kampagne, die sie tatkräftig unterstützte. Auch hier verliehen ihr sozialer Status und ihre Beziehungen zu politischen Würdenträgern ihrer Stimme Gewicht. Bei ihren öffentlichen Auftritten an der Seite Gandhis rief sie die indischstämmigen Südafrikaner dazu auf, sich mit Afrika zu identifizieren und als Teil der Gesellschaft am Kap zu begreifen.
Als die Gandhis 1914 nach Kapstadt kamen, sorgte Molteno dafür, dass das Paar die Bekanntschaft einflussreicher und bedeutender politischer Würdenträger in Südafrika machen konnte. So stellte sie die Gandhis während deren Aufenthalt auf dem Molteno-Landsitz Emily Hobhouse und dem damaligen südafrikanischen Premierminister, General Louis Botha, vor.
Botha hatte vor dieser Begegnung in Kapstadt lange Zeit alle Bitten Gandhis um eine persönliche Unterredung von der Hand gewiesen. Erst durch die Vermittlung von Elizabeth Molteno erwuchs ein reger und herzlicher Kontakt. Gandhi nannte Molteno später eine „Friedensvermittlerin“, durch die seine Begegnungen mit einflussreichen Persönlichkeiten überhaupt erst möglich wurden.
Molteno engagierte sich in den folgenden Jahren bei einer Reihe von politischen Kampagnen für die politische Beteiligung der schwarzen Südafrikaner und ihr Recht auf Grundbesitz. Hierbei wirkte sie an der Seite bekannter schwarzer Führungspersönlichkeiten wie John Dube, dem ersten Generalsekretär des Afrikanischen Nationalkongresses, und Sol Plaatje.

### Kampagne gegen die Misshandlung von Häftlingen
Ein weiteres Thema, dem Elizabeth Molteno Aufmerksamkeit widmete, war die Misshandlung von Häftlingen durch die südafrikanische Polizei. Nachdem Gandhi festgenommen worden war, besuchte Molteno auch andere Insassen des Gefängnisses, die Opfer von Übergriffen durch Polizeibeamte geworden waren und trat bei Untersuchungen als Zeugin auf. Einer der Mitstreiter Gandhis, Soorzai, war während eines von ihm organisierten Streiks verhaftet worden und verstarb kurz darauf an den Folgen einer Misshandlung. In dem Strafprozess, der seinen Tod untersuchen sollte, spielte Molteno eine wichtige Rolle, wenngleich es zu keinem Schuldspruch kam.
Daneben kümmerte sie sich Molteno auch um Gandhis Frau, die während einer Inhaftierung nicht ausreichend versorgt worden war.

### Frauenwahlrecht
Ein zentrales Anliegen von Elizabeth Molteno war die Einführung des Frauenwahlrechts, für das sie ihr Leben lang eintrat. Um gleiche Rechte für Frauen zu erstreiten, suchte Molteno für ihre Kampagnen passiven Widerstandes die Zusammenarbeit mit Geschlechtsgenossinnen ohne Rücksicht auf deren ethnische Abstammung oder soziale Herkunft. Regelmäßig trat sie bei öffentlichen Versammlungen der Frauenwahlrechtsbewegung als Rednerin auf, wobei sie ihrer Hoffnung Ausdruck verlieh, dass Frauen in einer zukünftigen vielrassigen Gesellschaft in Südafrika eine wichtige Rolle spielen würden.
Nach dem Ausbruch des Ersten Weltkrieges stand Molteno 1914 zusammen mit ihren Freundinnen Emily Hobhouse und Olive Schreiner britischen Kriegsdienstverweigerern bei, die aus Gewissensgründen den Dienst mit der Waffe ablehnten. Den größten Teil ihrer Aktivitäten im Vereinigten Königreich nahm jedoch die Kampagne für das Frauenwahlrecht und die politische Repräsentation von Frauen ein.
Als sich der Erste Weltkrieg einige Jahre später seinem Ende zuneigte und Russland vor einer revolutionären Veränderung seiner Gesellschaft stand, wollten nicht wenige Zeitgenossen darin den Beginn einer neuen Ära der Menschenrechte und bürgerlichen Freiheiten sehen. Elizabeth Molteno teilte diese großen Erwartungen und schrieb 1919 voller Enthusiasmus über eine Zukunft in der „alle Rassen-, Geschlechts- und Glaubensungleichheiten; sämtliche alten Schibbolethe, mit denen die Massen bislang unterdrückt wurden, umfassenden Konzepten von Menschlichkeit weichen müssen.“

### Tod und Vermächtnis

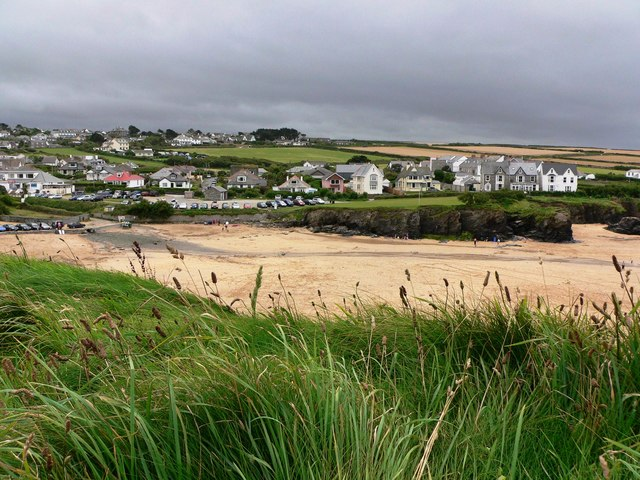
Trevone

Elizabeth Molteno verstarb 1927 in Trevone, einem kleinen Küstenort im südenglischen Cornwall, den sie als Ruhesitz gewählt hatte. Ihre letzte Ruhestätte hat sie neben ihrer langjährigen Freundin Alice Green auf dem St. Saviour's-Friedhof gefunden. Die Inschrift, mit der ihr Grabstein versehen ist, zollt den beiden Friedens- und Menschenrechtsaktivistinnen Respekt für ihr Lebenswerk: They loved and served South Africa.
Südafrikanische Frauenrechtlerinnen bezeichnen Elizabeth Molteno als eine der „einflussreichsten Frauen im Südafrika des 19. und frühen 20. Jahrhunderts“ und als „eine der bemerkenswertesten Südafrikanerinnen ihrer Generation“.
Moltenos Wertvorstellungen und Überzeugungen waren ebenso wie die politischen Anliegen, für deren Verwirklichung sie sich einsetzte, ihrer Zeit so weit voraus, dass sie – vor allem in ihrem Geburtsland Südafrika – erst Jahrzehnte später allgemein gewürdigt wurden. Die Rolle, die sie bei der Forderung und Durchsetzung grundlegender Menschen- und Bürgerrechte gespielt hat, war über lange Zeit in Vergessenheit geraten.